# Jâlons
Jâlons és un municipi francès, situat al departament del Marne i a la regió del Gran Est. L'any 2007 tenia 593 habitants.

## Demografia

### Població
El 2007 la població de fet de Jâlons era de 593 persones. Hi havia 218 famílies, de les quals 44 eren unipersonals (24 homes vivint sols i 20 dones vivint soles), 77 parelles sense fills, 89 parelles amb fills i 8 famílies monoparentals amb fills.
La població ha evolucionat segons el següent gràfic:
Habitants censats

### Habitatges
El 2007 hi havia 235 habitatges, 222 eren l'habitatge principal de la família, 4 eren segones residències i 9 estaven desocupats. 214 eren cases i 21 eren apartaments. Dels 222 habitatges principals, 155 estaven ocupats pels seus propietaris, 59 estaven llogats i ocupats pels llogaters i 8 estaven cedits a títol gratuït; 1 tenia una cambra, 8 en tenien dues, 26 en tenien tres, 71 en tenien quatre i 116 en tenien cinc o més. 170 habitatges disposaven pel capbaix d'una plaça de pàrquing. A 99 habitatges hi havia un automòbil i a 102 n'hi havia dos o més.

### Piràmide de població
La piràmide de població per edats i sexe el 2009 era:
| Homes | Edats   | Dones |
| ----- | ------- | ----- |
| 0     | 95 o +  | 0     |
| 0     | 90 a 94 | 8     |
| 0     | 85 a 89 | 0     |
| 8     | 80 a 84 | 8     |
| 12    | 75 a 79 | 12    |
| 8     | 70 a 74 | 12    |
| 8     | 65 a 69 | 16    |
| 16    | 60 a 64 | 16    |
| 24    | 55 a 59 | 8     |
| 16    | 50 a 54 | 16    |
| 8     | 45 a 49 | 16    |
| 20    | 40 a 44 | 12    |
| 16    | 35 a 39 | 16    |
| 32    | 30 a 34 | 36    |
| 16    | 25 a 29 | 8     |
| 8     | 20 a 24 | 24    |
| 8     | 15 a 19 | 16    |
| 24    | 10 a 14 | 0     |
| 44    | 5 a 9   | 28    |
| 16    | 0 a 4   | 20    |

## Economia
El 2007 la població en edat de treballar era de 378 persones, 276 eren actives i 102 eren inactives. De les 276 persones actives 252 estaven ocupades (146 homes i 106 dones) i 23 estaven aturades (7 homes i 16 dones). De les 102 persones inactives 32 estaven jubilades, 35 estaven estudiant i 35 estaven classificades com a «altres inactius».

### Ingressos
El 2009 a Jâlons hi havia 224 unitats fiscals que integraven 588 persones, la mediana anual d'ingressos fiscals per persona era de 18.955 €.

### Activitats econòmiques
Dels 35 establiments que hi havia el 2007, 1 era d'una empresa extractiva, 1 d'una empresa alimentària, 2 d'empreses de fabricació d'altres productes industrials, 4 d'empreses de construcció, 9 d'empreses de comerç i reparació d'automòbils, 2 d'empreses de transport, 2 d'empreses d'hostatgeria i restauració, 2 d'empreses immobiliàries, 4 d'empreses de serveis, 6 d'entitats de l'administració pública i 2 d'empreses classificades com a «altres activitats de serveis».
Dels 8 establiments de servei als particulars que hi havia el 2009, 1 era un taller de reparació d'automòbils i de material agrícola, 2 paletes, 2 fusteries, 1 perruqueria i 2 restaurants.
Dels 2 establiments comercials que hi havia el 2009, 1 era una gran superfície de material de bricolatge i 1 una botiga de menys de 120 m².
L'any 2000 a Jâlons hi havia 11 explotacions agrícoles que ocupaven un total de 1.738 hectàrees.

## Equipaments sanitaris i escolars
L'únic equipament sanitari que hi havia el 2009 era una farmàcia.
El 2009 hi havia una escola elemental.

## Poblacions més properes
El següent diagrama mostra les poblacions més properes.